# Phaestacoenitus niger
Phaestacoenitus niger là một loài tò vò trong họ Ichneumonidae.